# 에어버스 A319neo
에어버스 A319neo는 에어버스가 개발한 협동체 항공기이다.

## 세부 모델

### A319neo
단축-퓨지 변형 모델은 최대 3,750 nmi(6,940 km; 4,320 mi)의 범위와 향상된 이륙 성능으로 최대 160명 또는 2개의 클래스에 140명의 승객을 수용할 수 있으며, ACJ 파생 모델은 8명의 승객을 6,750 nmi(12,500 km; 7,770 mi) 또는 15시간 동안 비행할 수 있다.
카타르 항공은 취항 고객으로 예정되어 있었으나 2013년 말에 더 큰 A320neo로 주문을 변경하였으며 이후 새로운 취항 사업자가 없다. 스피릿은 이후 47대의 A319neo 항공기를 주문하였다.
A319neo는 CFM LEAP 엔진으로 2017년 3월 31일 첫 비행을 했다. 500시간 비행 후 LEAP 엔진을 사용하는 A319neo는 2018년 12월 21일까지 FAA/EASA 형식 인증을 획득하여 2019년 상반기에 운항을 시작할 수 있었다. 당시 53대의 항공기가 주문되었는데, 여기에는 Leap 엔진을 장착한 17대가 포함되어 있었다: Avianca 12대, 미확인 중국 사업자(이후 출시 사업자가 된 China Southern Airlines) 4대, ACJ319neo 1대, 엔진 선택이 없는 36대: Avianca 8대, 미확인 고객 26대, ACJ319neo 2대 등이다. 2018년 12월 기준 PW1100G 엔진 버전의 인증은 2019년 말로 계획되어 있으며, 동일한 테스트 항공기를 1분기 중에 개조하여 200시간 동안 비행 테스트를 거친다. 2018년 A319neo 정가는 미화 1억 150만 달러이다.
변종에 대한 관심은 낮았고, 2019년 1월 제트블루와 브리즈항공으로부터 각각 60대의 A220에 대한 주문을 확인한 후 A319neo의 주문 잔고는 A220의 일부에 불과했다. 또한 2019년 1월 에어버스는 A220-300과의 경쟁으로 인해 주문이 줄어들 것으로 예상하지만 A319neo 프로그램을 중단할 계획이 없음을 확인했다.
2019년 4월 25일에 프랫 & 휘트니(Pratt & Whitney) 동력 변형 모델이 첫 비행을 했다. 240시간 동안 90여 차례의 비행 끝에 2019년 11월 말까지 EASA 형식 인증을 획득했다.
2021년 5월 현재 ACJ319neo 항공기 6대가 주문되었다. 2022년 2월 18일, 중국남방항공은 CFM LEAP 엔진이 장착된 A319neo 4대를 처음으로 주문받았다.